# أبسويرمباشيت

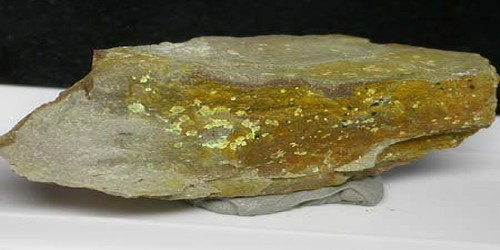
أبسويرمباشيت

أبسويرمباشيت (بالإنجليزية: Abswurmbachite)‏ هو معدن من سيليكات المنغنيز النحاسية ((Cu ، Mn 2+) Mn 3+ 6 O 8 SiO 4). وصف لأول مرة في عام 1991 وسمي على اسم عالم المعادن الألماني إيرمجارد أبس ورمباخ (مواليد 1938). يتبلور في نظام بلوري رباعي.